# Sékou Doucouré
Sékou Doucouré (* 26. April 2005 in Créteil) ist ein französisch-malischer Fußballspieler, der aktuell beim FC Nantes in der Ligue 1 spielt.

## Karriere
Doucouré begann seine fußballerische Ausbildung 2012 bei Charenton-le-Pont, wo er drei Jahren lang spielte. Anschließend spielte er ein Jahr bei Racing Joinville, ehe er in die Jugendakademie von Paris Saint-Germain wechselte. In der Saison 2020/21 spielte er die ersten drei Partien für die B-Junioren. 2021/22 war er dort Stammspieler und spielte in der Liga 24 Mal. In der Spielzeit 2022/23 absolvierte er die ersten Partien in der U19-Liga und wurde mit dem Team Vizemeister. 2023/24 spielte er siebenmal für die A-Junioren und gewann dieses Mal das Meisterschaftsfinale.
Im Sommer 2024 wechselte er ligaintern zum FC Nantes, wo er zunächst einen Vertrag bei der zweiten Mannschaft in der National 3 erhielt. Am 15. März 2025 (26. Spieltag) wurde er, nach einigen Fünftligaeinsätzen, bei einem 1:0-Sieg über den OSC Lille spät eingewechselt und debütierte somit in der Ligue 1.

## Erfolge
Paris Saint-Germain
- Französischer A-Junioren-Meister: 2024
  - Vizemeister: 2023